# Pitbike

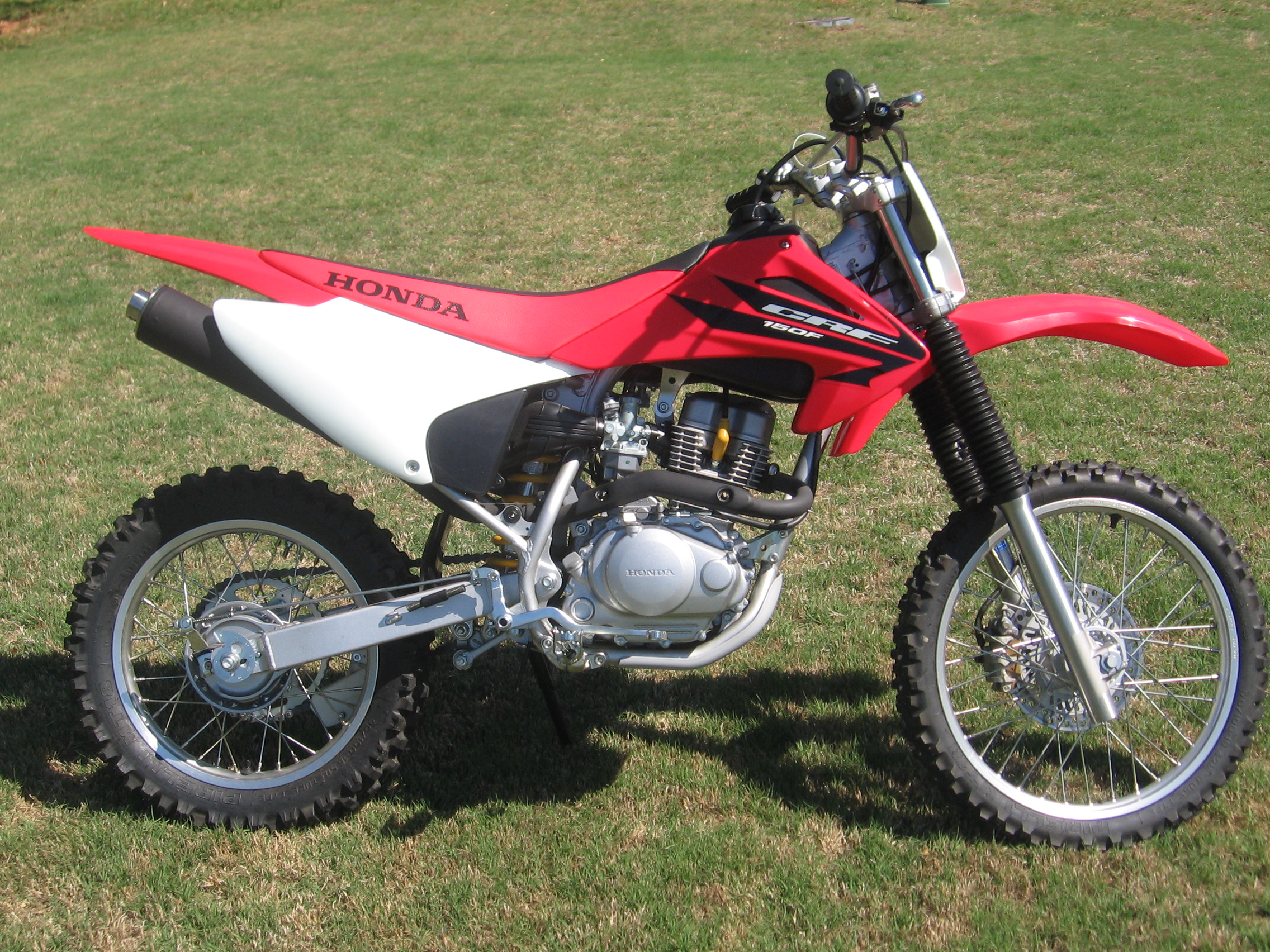
Pitbike

Een pitbike of minibike is een kleine crossmotor met een viertaktmotor. De wielen hebben een diameter van 10 tot 17 inch en cross- of supermotardbanden. 
Honda maakte de eerste pitbikes: de CRF50 en de XR50. Deze waren bedoeld als kindercrosser. Later kwamen er ook andere Japanse merken. De populariteit van pitbikes is toegenomen sinds ze goedkoop in China worden geproduceerd. Voorbeelden zijn de merken YCF, Apollo, Bastos, Bucci Moto, PitserPro en Thumpstar.
De beschikbare motoren hebben een cilinderinhoud die varieert van 50 tot 190 cc en topsnelheden van 45 tot 120-130 km/h. Er zijn sets in de handel waarmee het vermogen nog kan worden opgevoerd. De motoren hebben meestal 4 versnellingen, soms 5 in zeldzame gevallen. In Nederland wordt met pitbikes gereden op kartbanen en circuits. Hiertoe worden ze met racebanden omgebouwd tot supermotard. Races worden georganiseerd door de SBO, MON en KNMV. De eerste Nederlandse kampioen in de supermotardklasse was in 2006 Rob van der Klooster uit Rockanje.